# 张致一
张致一（1914年11月17日—1990年10月8日），男，山东泗水人，中国生理学家，曾任中国科学院动物研究所研究员、中国动物学会理事长。

## 生平
1940年毕业于武汉大学生物系。1947年至1952年留学美国，获依阿华大学硕士学位和博士学位。1980年当选为中国科学院院士（学部委员）。